# Diecezja Homa Bay
Diecezja Homa Bay (łac. Dioecesis Homa Bayensis) – diecezja rzymskokatolicka w Kenii. Powstała w 1993.

## Biskupi diecezjalni
- Linus Okok Okwach (1993–2002)
- Philip Anyolo (2003–2018)
- Michael Otieno Odiwa (od 2021)